# Tricentrus finitimus
Tricentrus finitimus är en insektsart som beskrevs av Walker. Tricentrus finitimus ingår i släktet Tricentrus och familjen hornstritar. Inga underarter finns listade i Catalogue of Life.